# Melanoxus
Melanoxus là một chi bọ cánh cứng trong họ 
Elateridae.
Chi này được miêu tả khoa học năm 1918 bởi Fleutiaux.

## Các loài
Các loài trong chi này gồm:
- Melanoxus africanus (Fleutiaux, 1901)
- Melanoxus fleutiauxi Girard, 1971
- Melanoxus levieuxi Girard, 1971